# Kreacionizem
Kreacionízem je prepričanje, da je življenje, človeštvo, Zemljo in vesolje oziroma dele le-teh ustvarila višja sila (Bog). V zahodnem svetu je najbolj razširjen biblični kreacionizem, ki nastanek vesolja in življenja oziroma vsaj vpliv na le-te pripisuje Bogu. Biblični literalisti oporekajo tudi znanstvenim teorijam, kot je evolucija.

## Zgodovina
Čeprav je izraz »kreacionizem« sodoben, je bil le-ta že od nekdaj tesno povezan z religijo.

### Judovstvo in krščanstvo
Starozavezne Geneze zgodnji judovski učitelji večinoma niso dojemali dobesedno, ampak jo razlagali bolj kot delno simbolično alegorijo. Takšno dojemanje Geneze se je preneslo med večino zgodnjih in srednjeveških krščanskih mislecev. Največkrat so zavračali misel, da je Bog svet ustvaril v več dneh in si razdelitev na dneve razlagali kot poenostavljanje faz stvarjenja sveta.
V poznem srednjem veku so reformatorji, kot sta bila Martin Luther in Jean Calvin, začeli poudarjati dobesedno razumevanje Geneze in s tem tudi stvarjenje v šestih dneh.

### Posledice razvoja znanosti
Z odkrivanjem novih dežel v 16. in 17. stoletju je bila odkrita tudi velika raznolikost živih bitij, kar je pripeljalo do prepričanja, da je vsako posamezno biološko vrsto neposredno ustvaril Bog. Razvila se je naravna teologija, opazovanje in preučevanje narave z namenom iskanja potrditev krščanstva. Naravni teologi so poskušali novo znanje opravičiti tudi z vesoljnim potopom. Z najdbami fosilov in napredovanjem geologije v osemnajstem in devetnajstem stoletju je večina znanstvenikov in evangelistov prestopila h kreacionizmu stare Zemlje, medtem ko evolucija še zmeraj ni bila sprejeta.

### Sodobni kreacionizem
Sodobni kreacionizem se je pričel v začetku dvajsetega stoletja z ameriškimi krščanskimi fundamentalisti, ki so vztrajali pri dobesednem tolmačenju svetopisemskega stvarjenja sveta in ljudi in tako zanikali človeško evolucijo. Zgodnjim kreacionistom je v šestdesetih letih dvajsetega stoletja uspelo izločiti poučevanje evolucije iz ameriškega šolskega sistema in uvedba učenja kreacionizma in geologije potopa. Po tožbah 1975 so kreacionizem v celoti izločili iz poučevanja zaradi protiustavnosti.
Na Bližnjem vzhodu, predvsem v strožje muslimanskih državah (Libanon, Iran, Turčija) je poučevanje evolucije prepovedano oziroma omejeno.

## Biblični kreacionizem
Biblični kreacionisti zavračajo možnost spontanega nastanka vesolja in verjamejo, da je vsaj nekatere elemente vesolja ustvaril Bog. Mnogo bibličnih kreacionistov zavrača tudi evolucijo - zanikanje se giba od popolnega zanikanja do pripisovanja stvarjenja osnovnih oblik Bogu, odvisno od veje kreacionizma. Verjamejo v stvaritev kot je opisana v Svetem pismu, bolj ali manj ohlapno.

### Razdelitev in primerjava vej kreacionizma
|                           | Človeštvo                                             | Biološke vrste                                                       | Zemlja                                                         | Starost vesolja              |
| ------------------------- | ----------------------------------------------------- | -------------------------------------------------------------------- | -------------------------------------------------------------- | ---------------------------- |
| Kreacionizem mlade Zemlje | Neposredno ustvaril Bog.                              | Neposredno ustvaril Bog. Makroevolucija se ne zgodi.                 | Stara manj kot 10,000 let, preoblikuje jo vesoljni potop.      | Manj kot 10,000 let.         |
| Kreacionizem luknje       | Neposredno ustvaril Bog.                              | Neposredno ustvaril Bog. Makroevolucija se ne zgodi.                 | Znanstveno potrjena starost, preoblikuje jo vesoljni potop.    | Znanstveno potrjena starost. |
| Progresivni kreacionizem  | Neposredno ustvaril Bog na podlagi anatomije prvakov. | Neposredno ustvaril Bog in evolucija, brez skupnega prednika.        | Znanstveno potrjena starost, brez vesoljnega potopa.           | Znanstveno potrjena starost. |
| Inteligentni načrt        | Različno.                                             | Božanski poseg, priznavanje oziroma nepriznavanje skupnega prednika. | Zemlja nastala zaradi božanskega posega (nekateri pripadniki). | Znanstveno potrjena starost. |
| Teistična evolucija       | Evolucija iz prvakov.                                 | Evolucija iz skupnega prednika.                                      | Znanstveno potrjena starost, brez vesoljnega potopa.           | Znanstveno potrjena starost. |

## Islamski kreacionizem
Muslimanska različica kreacionizma verjame v stvaritev sveta kot ga opisuje Koran. Večina islama se strinja z kreacionizmom stare Zemlje, vendar je še vedno visoko prisotno zanikanje evolucije - po raziskavah evolucijo zanika tudi do devetdeset odstotkov muslimanov.

## Odziv znanosti
Kreacionizem se ne more upoštevati kot znanost, saj je znanost sistem, utemeljen na opazovanju izkustvenih in preverljivih dokazov, medtem ko kreacionizem temelji na interpretaciji verskih besedil.